# Camouflage (militaire)
Pour les articles homonymes, voir Camouflage (homonymie).

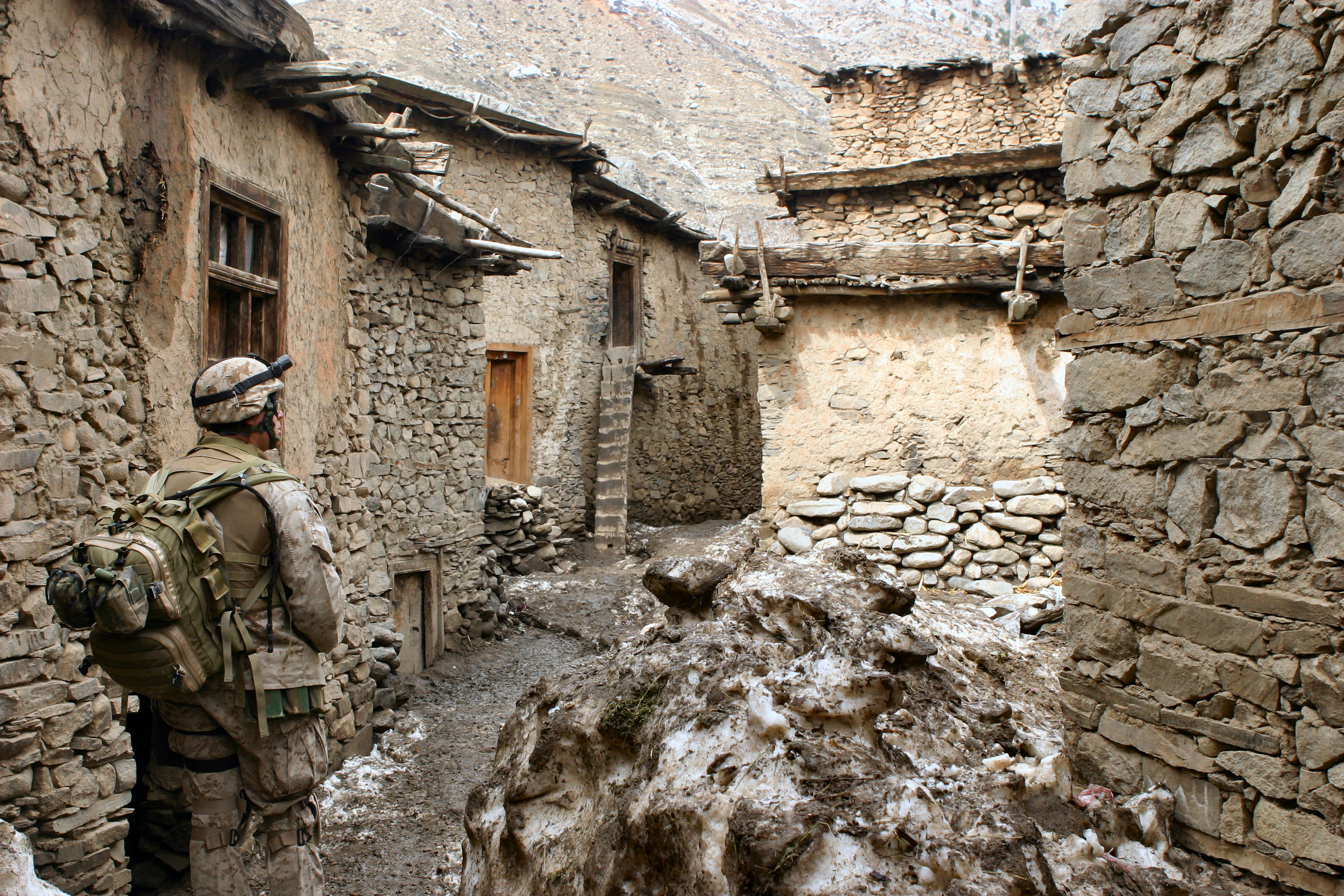
Un Marine américain dans un village afghan en 2005. Sa tenue MARPAT-Désert se fond dans la couleur et la texture de l'arrière plan.

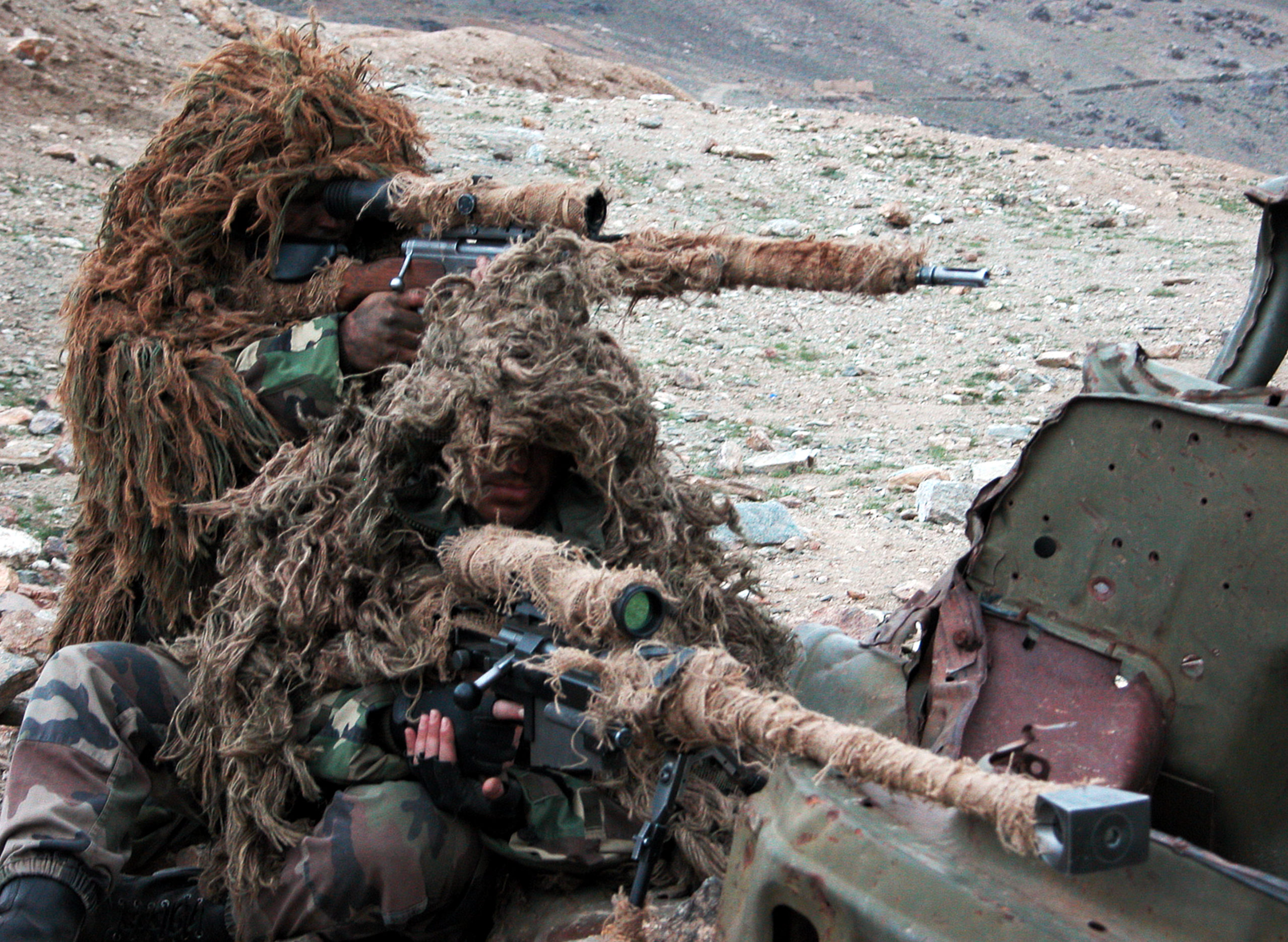
Tireurs d'élite du 2e régiment étranger d'infanterie vêtus de Ghillie suit, ultime forme de camouflage optique au XXIe siècle. (Afghanistan, 2005)

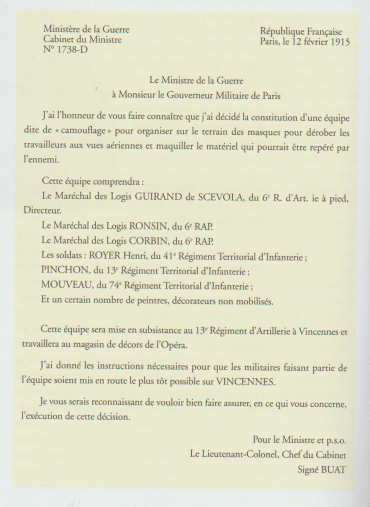
Ronsin, Corbin, Royer, Pinchon et Mouveau - 12 février 1915

Le camouflage désigne tout moyen ou dispositif tendant à rendre moins visible ou à donner une apparence trompeuse à un objet ou à un être vivant.
Le mot camouflage a été créé en 1914 dans le jargon militaire français à partir d'un verbe italien, « camuffare », ayant le même sens. Une autre source[Laquelle ?] indique que le mot vient du vieux français « camouflet », qui désigne un nuage de fumée, de poussières.
Historiquement, les teintes utilisées afin d'obtenir un effet camouflant sont différentes nuances de vert, de kaki, de brun ou de beige. Parfois, le gris ou le noir sont aussi utilisés, mais en tout état de cause les couleurs sont mates. Mais, depuis l'invention de l'imagerie par satellite, ces notions ont évolué.
Un système camouflant est réalisé à partir de différents matériaux et techniques, tels que des peintures, branchages, des filets colorés en textile ou des tissus imprimés.

## Histoire du camouflage militaire
Dans le domaine militaire, le camouflage est largement utilisé pour dissimuler à la vue de l'ennemi du matériel, des véhicules, des navires ou du personnel militaire.
Son utilisation dans l'uniforme des fantassins est un signe caractéristique du passage à l'ère de la guerre moderne, lors de la Première Guerre mondiale. En effet, dans les guerres des époques précédentes, les tenues voyantes permettaient de mieux distinguer les différentes unités sur un champ de bataille bien délimité, où la puissance et la portée des armes à distance étaient faibles et où la majeure partie des combats se faisait au contact. Avec l'augmentation de la portée et de la cadence de tir des armes à feu, la dissimulation devenait une nécessité pour protéger le soldat.

### Première Guerre mondiale

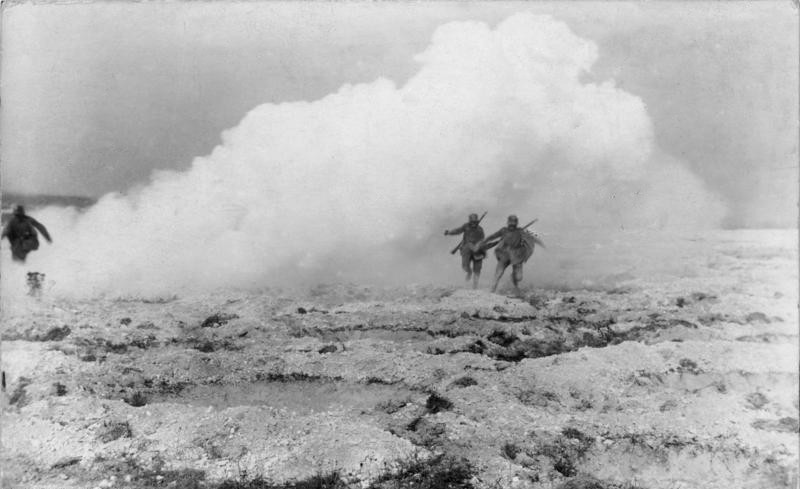
Une technique simple de camouflage est celle du « rideau de fumée ». Selon la légende de cette photo d'archive, il s'agit d'une opération de sauvetage de la Deutsches Heer camouflée par un brouillard artificiel, en 1917, sur le front de l'ouest (il pourrait aussi s'agir de soldats fuyant un nuage de gaz toxique).

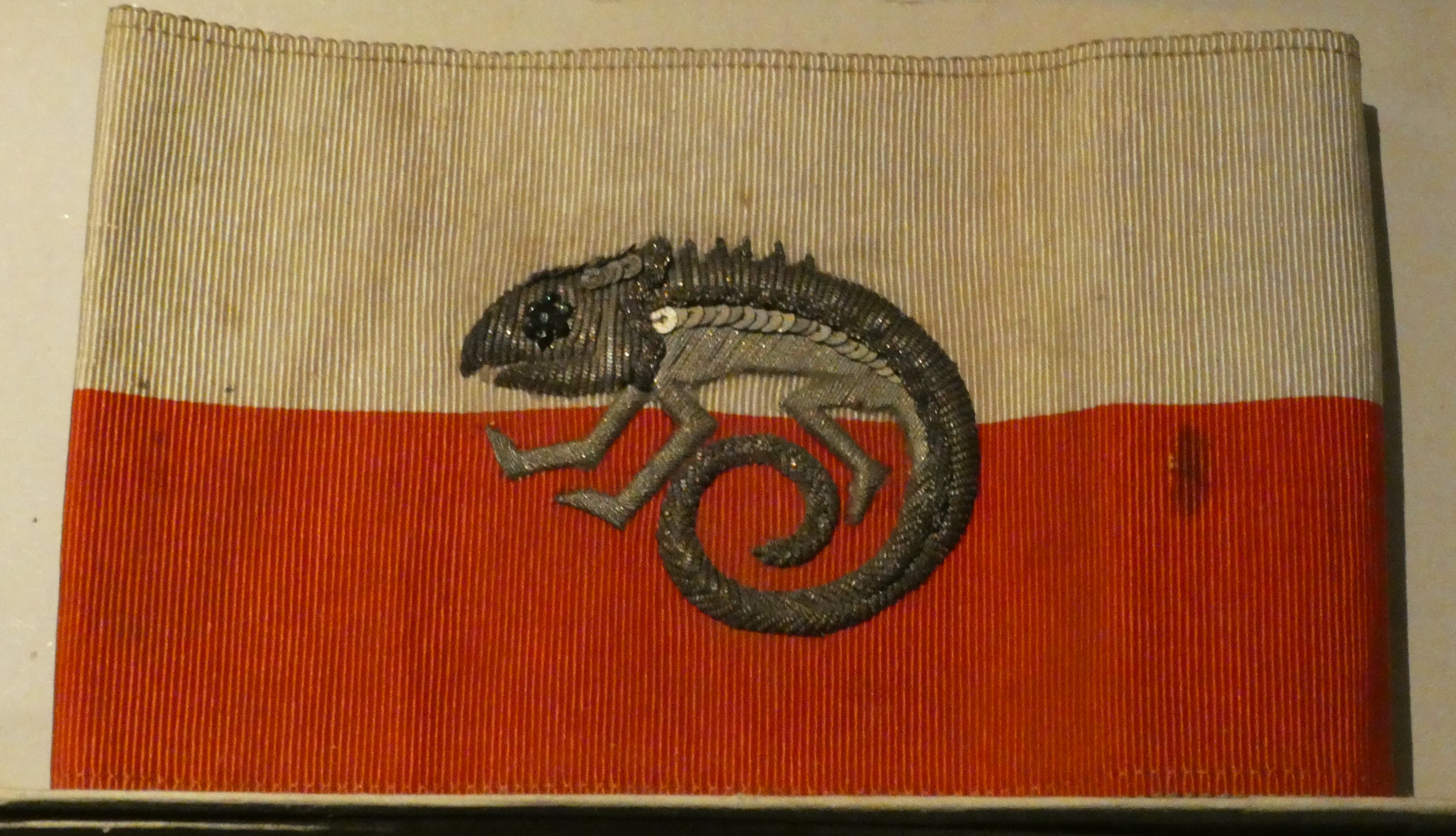
Brassard de la section de Camouflage - 1915 (Musée de l'Armée)

Aux premières heures du conflit seules les tenues vestimentaires des armées britanniques, allemandes et des États-Unis adoptaient des couleurs dans différents tons de kaki qui rendaient les soldats moins visibles de loin. Bien que l'expérience britannique durant la guerre des Boers ait mis en évidence les bienfaits des toutes premières ghillie suit pour les francs-tireurs leur utilisation tactique ne fut pas généralisée durant ce conflit.
Les premières utilisations du camouflage servirent à dissimuler les navires (principalement dans la Royal Navy), les avions (certains avions allemands Albatros, Fokker, Aeg et Pfalt en particulier utilisaient un décor fait de losanges de différentes couleurs afin de dissimuler les avions parqués au sol à la vue des appareils ennemis), les chars d'assaut, les postes d'observation et les pièces d'artillerie.
Le camouflage individuel apparaît sur le casque des soldats allemands lors de l'adoption du nouveau casque, le Stahlhelm, introduit en 1916. Les troupes de choc peignaient leurs casques d'acier de formes géométriques et de couleurs claires, rappelant les formes appliquées sur les avions, afin de dissimuler leurs silhouettes lorsqu'ils regardaient au-dessus du parapet.
Du côté français, on attribue aux travaux de Louis Guingot, Eugène Ronsin, Eugène Corbin et de Lucien-Victor Guirand de Scévola la paternité du développement de cette technique dans les armées. Ainsi, Lucien-Victor Guirand de Scévola met en œuvre, dès 1914, des toiles bariolées dont les teintes se fondent avec celles de la nature environnante pour dissimuler une pièce d’artillerie. Le résultat est immédiat : les Allemands peinent à la repérer. L'armée française utilisa ensuite les compétences de différents artistes : Fernand Léger, Auguste Herbin, Jean-Louis Forain, Georges Paul Leroux, Loÿs Prat, André Mare, Georges Mouveau, Pierre Patout et Louis Abel-Truchet. Elle les réunit en février 1915 au sein de la Section de camouflage (créée en septembre 1914, sous le commandement de Lucien-Victor Guirand de Scévola promu lieutenant à cette occasion ; la section adopte au col des tenues un insigne en forme de caméléon, par référence au mimétisme de cet animal, dont un vivait en liberté dans l'atelier de Louis Guingot. La tenue du sous-officier Louis Guingot qui servit de test est exposée au musée de la grande guerre de Péronne (Somme). Le Guinness World Records a reconnu la date du 12 février 1915 comme date de première utilisation du camouflage moderne. Les camoufleurs ont la charge de dissimuler aux regards de l'ennemi les pièces d'artillerie, mais également les voies de communication comme les voies ferrées. Ils parviennent même, en cassant les lignes réelles des engins, à dissimuler des trains en marche . Des arbres de camouflages sont également créés pour dissimuler les postes d'observation.
En 1918, la section désormais organisée de manière industrielle comptait 3 000 soldats et employait 1 200 hommes (principalement des travailleurs Annamites) et 8 000 femmes dans la fabrique de camouflage supervisée par le capitaine Lucien-Victor Guirand de Scévola.
C'est durant la grande guerre que les armées étrangères utilisèrent le mot français camouflage qui n'existait pas dans leurs langues.

### Seconde Guerre mondiale

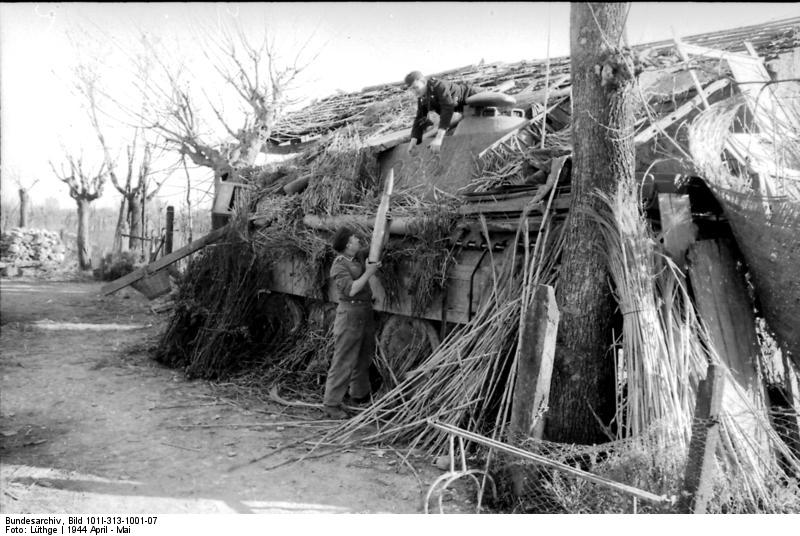
Ravitaillement en munitions d'un char Panzer V camouflé sous une fausse maison en Italie, lors de la bataille de Monte Cassino (avril 1944 selon la légende de cette photo d'archive allemande).

Le camouflage individuel par les vêtements fut très utilisé et amélioré durant le second conflit mondial, lors duquel on l'employa sur les tenues et vêtements portés par les troupes de certains pays, les avions, les chars, ainsi que les navires de guerre.
Chaque pays belligérant adopta des types de camouflages permettant de différencier les troupes amies des troupes ennemies.
Chaque saison de l'année imposait d'utiliser un camouflage adapté au milieu. Pour l'hiver par exemple, des tenues blanches tachetées ont fait leur apparition. Pour les combats urbains, comme pendant la bataille de Stalingrad, on utilisa des tenues qui faisaient apparaître un décor de briques, tenues qui furent utilisées principalement par l'armée soviétique.

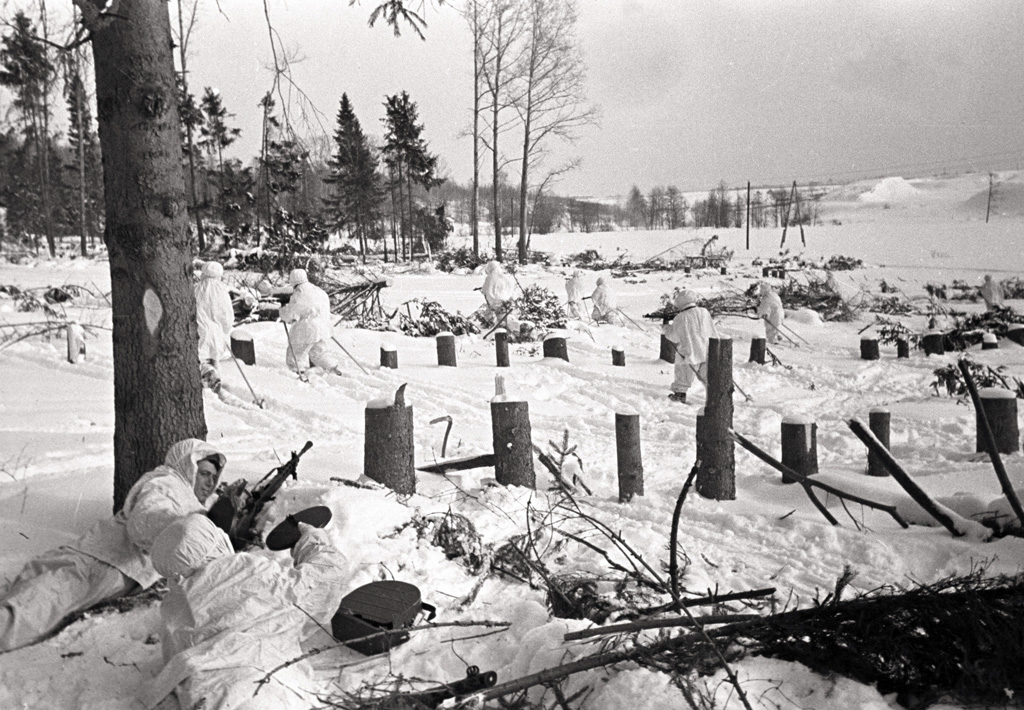
Camouflage sous la neige.
Photo Oleg Knorring (1941)

Des techniques de trompe-l'œil furent utilisées sur le mur de l'Atlantique, des peintres dessinèrent de fausses fenêtres et des façades pour dissimuler des blockhaus et les faire passer pour des immeubles d'habitation.
Il a été estimé à l'époque qu'un camouflage améliorait de 15 % les chances de survie d'un fantassin. Ainsi, Soviétiques et forces de l'Axe, dont Allemands et Japonais réintroduiront l'usage des premières ghillie suits ou de simples combinaisons camouflées, quand il ne s'agissait pas de carapaces de végétaux, pour leurs snipers.

### De nos jours

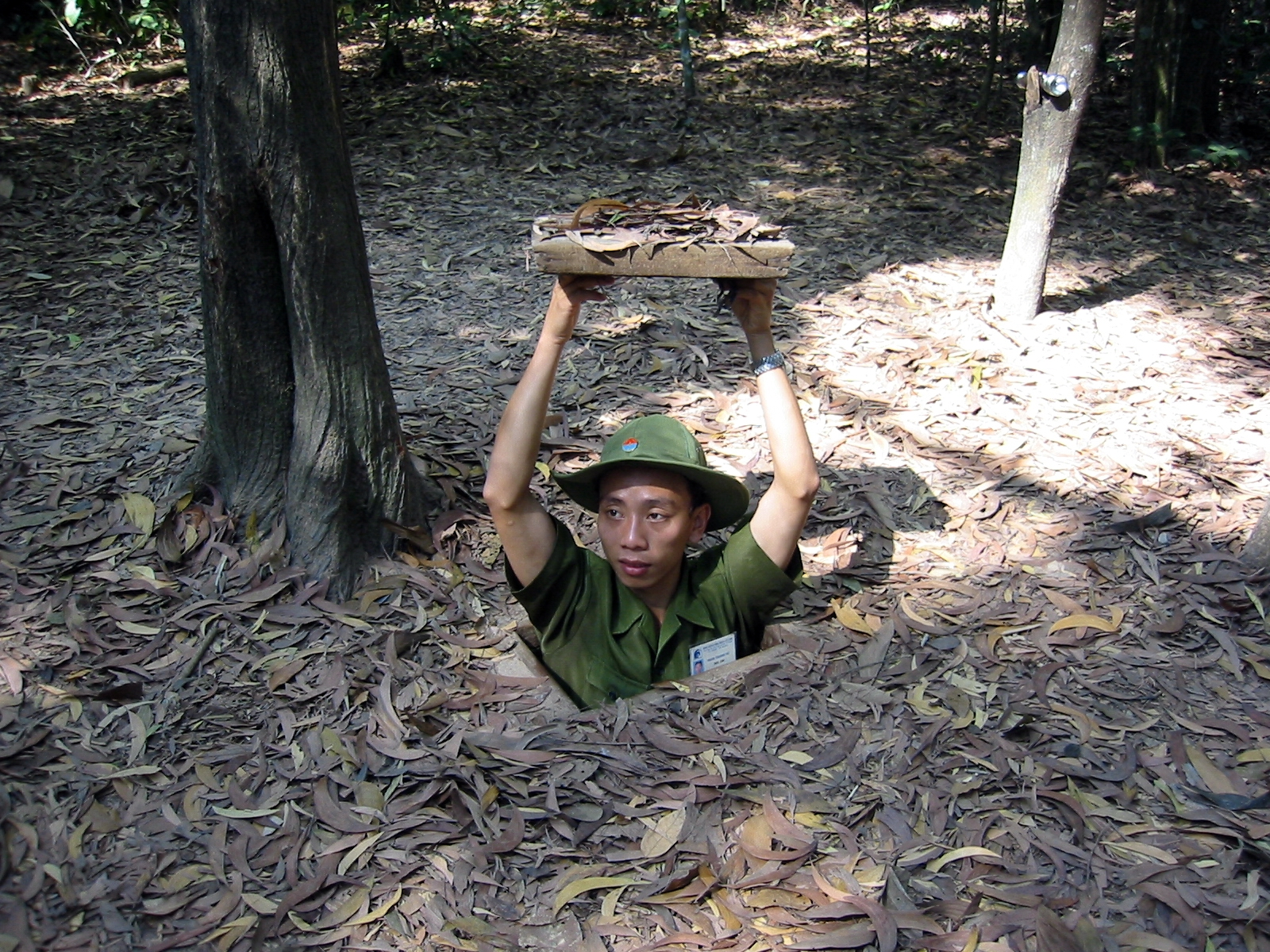
Guide touristique démontrant l'étroitesse des tunnels utilisés par les vietcongs pour se cacher pendant la guerre du Vietnam.

Les moyens de détections modernes (vision infrarouge, radar, détection acoustique) ont rendu le camouflage moins opérant mais son utilisation reste préconisée. Les armées et industriels développent en réaction à ces progrès de nouveaux moyens de camouflage comme de nouveaux types de filet, qui en plus d'être bariolés diminuent le rayonnement thermique de l'objet couvert (le rendant ainsi moins visible aux moyens de vision en infrarouge).

## Les grandes familles de camouflage

### Camouflage à forme brisée
Héritier du camouflage des casques allemands et des tenues des camoufleurs français, il est composé de deux, trois ou quatre couleurs. Ce sont de grandes taches ou coups de pinceaux qui sont appliqués sur un tissu déjà coloré.
Ce motif a pour avantage de casser les formes. Très efficace de loin ou contre les reconnaissances aériennes, il a pour défaut d'augmenter le contraste et d'être inefficace à courte distance.
| Type              | Détail | Galerie |
| ----------------- | --- | ------- |
| Camouflage CE     | Camouflage français des zones tempérées. Il existe aussi une version pour les zones désertiques appelée Camouflage Daguet. |         |
| M81 woodland      | Adopté en 1981, il est jusqu'en 2004 le camouflage de base de l'armée américaine. |         |
| Camouflage Daguet | Camouflage français pour le désert. |         |
| DBDU              | Souvent appelé "Chocolate-Chip Camouflage" ou "Cookie Dough Camouflage" en raison de sa ressemblance à la pâte à biscuits aux pépites de chocolat Un des rares motifs de camouflage à 6 couleurs, utilisé par l'armée US lors de la guerre du Golfe. Il en deviendra un des symboles. |         |
| DPM               | Disruptive Pattern Material, Ancien camouflage britannique centre-Europe maintenant remplacé par le MTP. |         |

### Flecktarnet camouflage numérique

#### Flecktarn

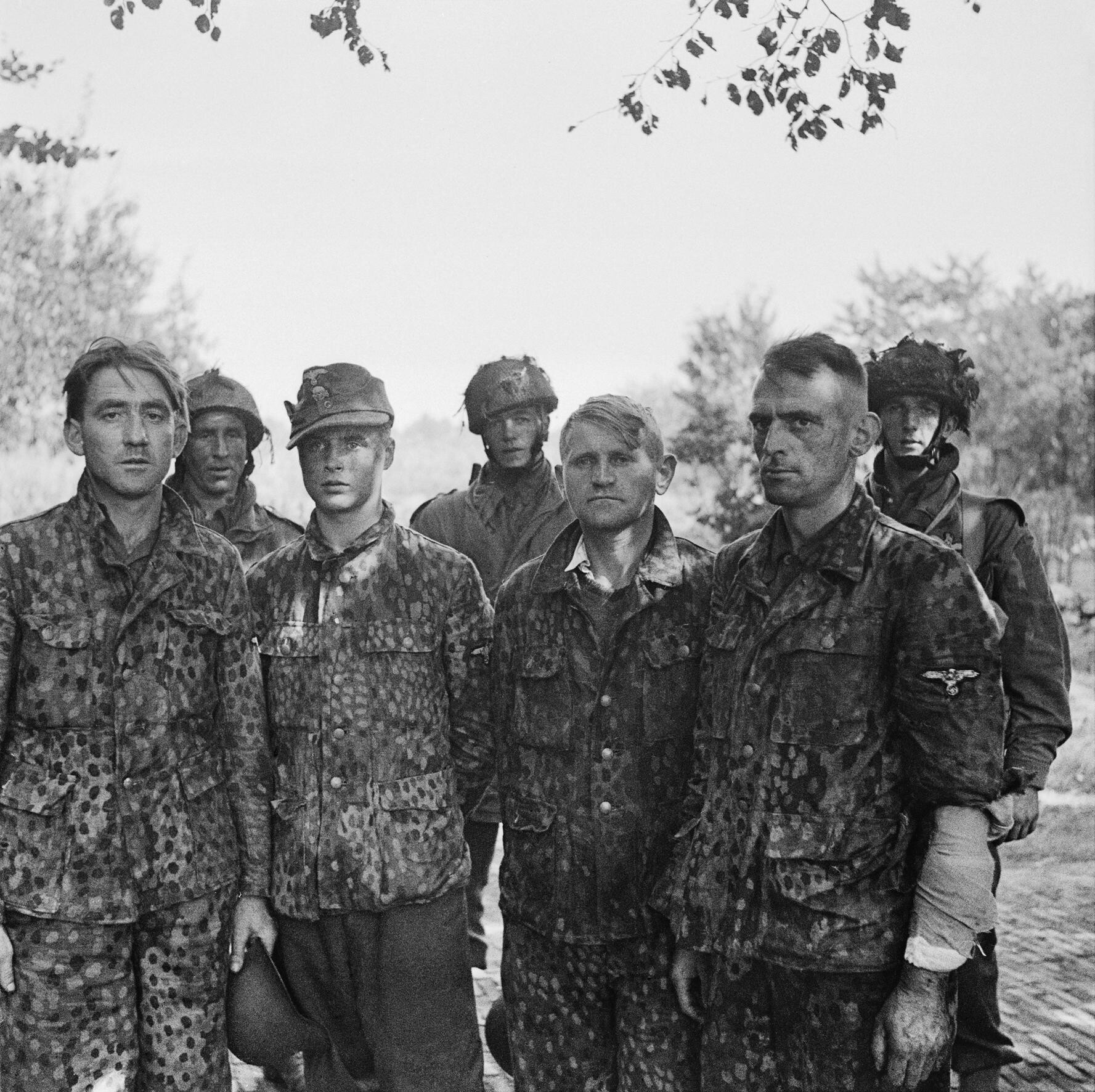
Waffen-SS faits prisonniers à Arnhem le 18 septembre 1944 portant le camouflage Erbsenmuster.

En 1937, les Waffen-SS décidèrent, sous l'impulsion d'Heinrich Himmler, de renouer avec le culte du « chasseur/soldat » et de développer un camouflage qui les rapprocherait de la forêt en les distinguant de l'armée régulière. C'est ainsi que Brandt and Schick's développe en décembre 1937 un motif qui rompt avec la technique de brisure. Ce motif est appelé « motif d'arbre », il est composé de petites taches et de formes rappelant les feuilles. Testé sur le champ de bataille, il fut un succès, réduisant de 15 % les engagements adverses. Il fut amélioré, pour obtenir en 1944 le camouflage de type Erbsenmuster ou « petit pois », seulement composé d'un assemblage quinticolore de petites taches rappelant le pelage des félins.
Les Américains s'inspirèrent de ce type de camouflage mais ne l'utilisèrent principalement que sur le front Pacifique même si certaines rares unités en furent dotées en juin 1944 (dont des unités pathfinders parachutistes aux treillis zébrés noir).
Durant la guerre froide, l'armée de l'Allemagne de l'Ouest continua d'exploiter ce type de camouflage « petit pois » ou « léopard ».
C'est en 1990 que l'armée allemande reconstituée utilise le camouflage de type flecktarn, décliné également en version désert Wüstentarn.

#### Camouflage numérique
Ce type de camouflage à pois intéressa les forces armées des États-Unis et de nombreux tests durant les années 1970 s'orientèrent vers des versions à forme carrée ou rectangulaire.
C'est seulement dans les années 2000 que l'armée canadienne mit au point le premier « camouflage numérique » ou « camouflage pixélisé », le DCamC (Dessin de camouflage canadien), assisté par informatique, ce camouflage utilise des synthèses d'images satellite ; il reprend l'idée des points des Waffen-SS. Il est officiellement en service en 2001 et est décliné en versions aride « DCamC régions arides (RA) » et arctique.
L'armée américaine n'est pas en reste et chaque corps développe son propre camouflage numérique :
- l'US Marine Corps adopte le MARPAT (MARines PATtern), camouflage pixélisé multicolore, comme son homologue canadien ;
- l'US Army l'Universal Camouflage Pattern (UCP) alias ARPAT (ARmy PATtern), camouflage bicolore adapté à tous les types de terrain ;
- l'US Air Force l’Airman Battle Uniform (ABU) ;
- l'US Navy le Navy Working Uniform (NWUs).

| Type      | Détail | Galerie                                           |
| --------- | --- | ------------------------------------------------- |
| Flecktarn | Camouflage officiel de la Bundeswehr. Trois versions : tempérée, aride et arctique. | Camouflage Flecktarn en version tempérée          |
| DCamC     | Camouflage officiel de l'armée canadienne. Quatre versions : tempérée, aride, arctique et urbain. | Camouflage DCamC en version tempérée              |
| MARPAT-W  | Camouflage officiel de l'United States Marine Corps. Trois versions : tempérée, aride et arctique. | Camouflage MARPAT en version tempérée             |
| UCP       | Camouflage de l'US army. Motif et couleurs uniques, Utilise trois couleurs différentes dont 2 teintes de vert dit Foliage Green. Depuis 2009 Existe en six versions. La version arpat Delta devrait être en dotation courant septembre 2009. | Camouflage arpat faisant partie de l'ensemble UCP |

### Camouflage commerciaux

#### MultiCam

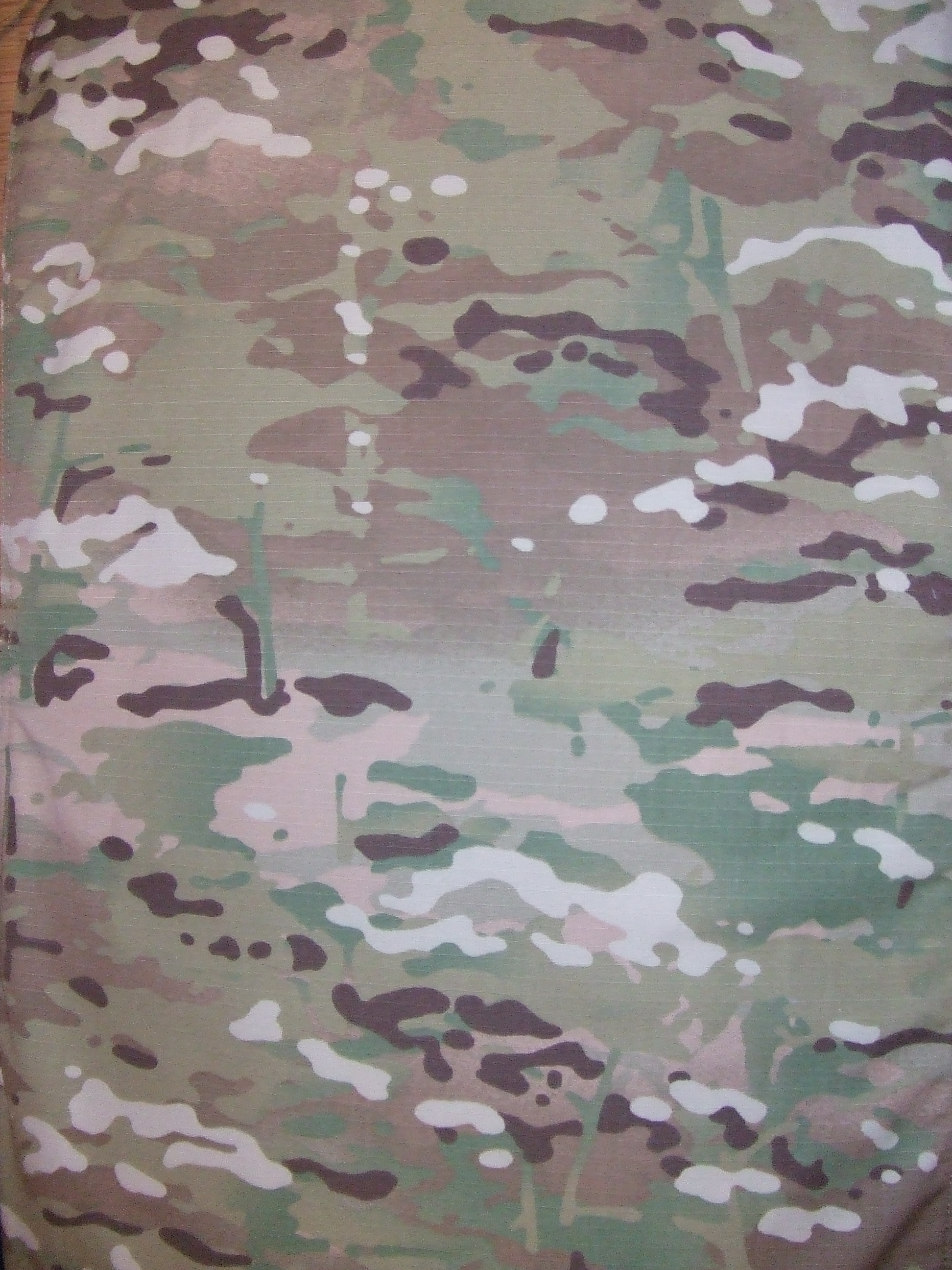
Motif MultiCam.

Le MultiCam est un camouflage hexachromique. Il fut en concurrence avec le camouflage UCP (Universal Camouflage Pattern) pour remplacer les stocks de l'armée américaine.
Développé par la société Crye Precision, il a la particularité d'être tout terrain. Utilisé au départ par certaines forces spéciales de l'United States Special Operations Command, il est très prisé par les employés des sociétés militaires privées, en particulier la fameuse Blackwater Worldwide, avec laquelle Crye Precision a développé une ligne d'équipement.
Il reprend et fusionne l'idée du camouflage brisé et du camouflage à pois et est en dotation depuis septembre 2009 sur le théâtre extérieur de la Guerre d'Afghanistan pour des forces américaines. En février 2010, il est annoncé qu'il sera adopté par la totalité des forces américaines déployées dans ce pays.

#### Multi-Terrain Pattern
La société Crye Precision a développé avec l'armée britannique un nouveau camouflage, le MTP, très proche du MultiCam.

#### Mirage
Le camouflage Mirage de la société Bulldog Equipment est à l'étude par l'armée américaine[Quand ?]. C'est un camouflage numérique comportant six à sept couleurs.

## Principe du FOMECBLOT

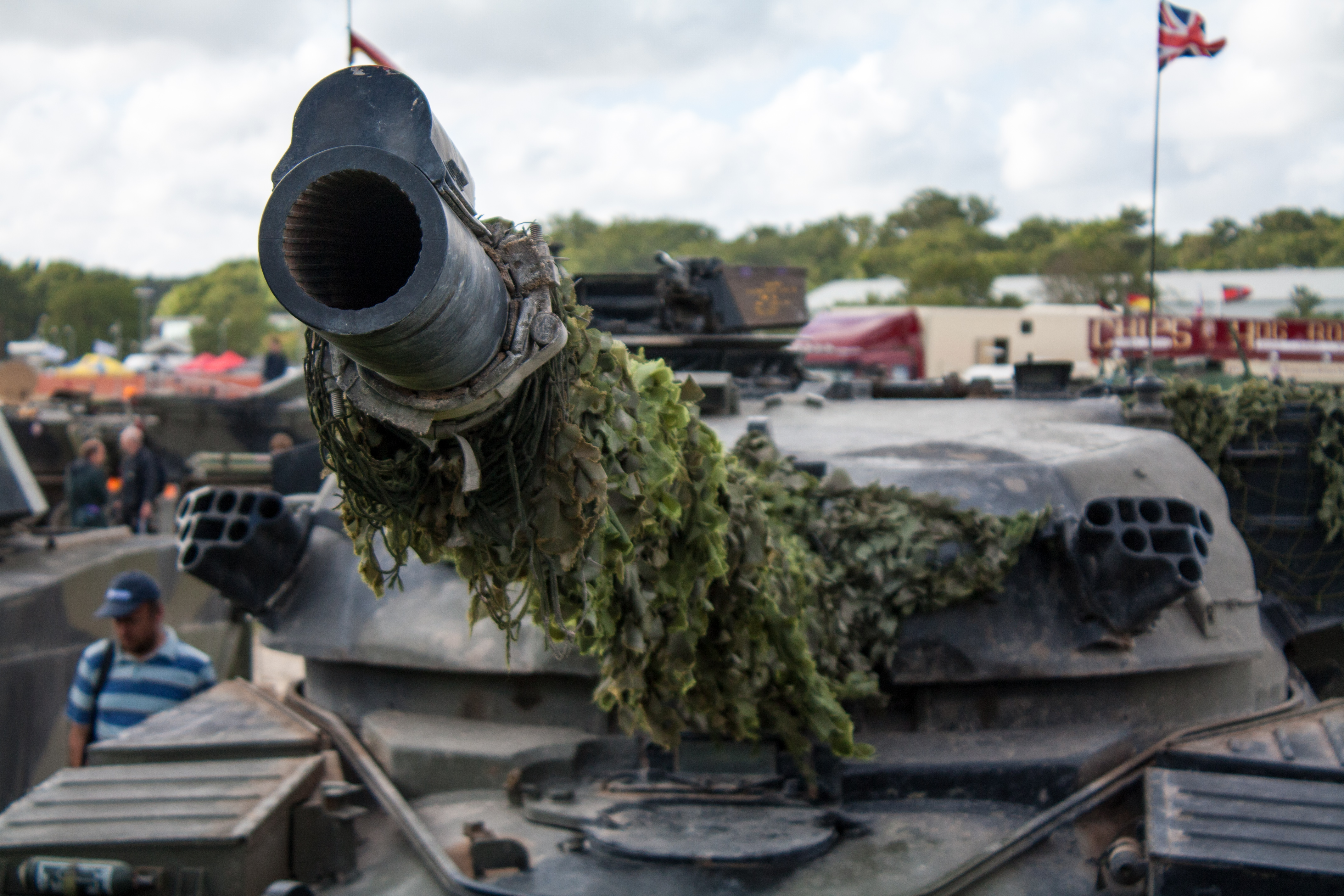
Canon d'un tank Chieftain dont la forme et la texture ont été cassées.

FFOMECBLOT est l'acronyme de « Fond, Forme, Ombre, Mouvement, Éclat, Couleur, Bruit, Lumière, Odeur et Traces ». Il s'agit d'un moyen mnémotechnique des militaires francophones pour garder à l'esprit les fondamentaux du camouflage. Dans la FETTA (Formation Élémentaire Toutes Armes) des années 1980, le FOMBECTO signifie « Forme, Ombre, Mouvement, Bruit, Éclat, Couleur, Traces, Odeur ».
Une variante est FORMATT, pour « Forme, Ombre, Reflet, Mouvement, Arrière-plan, Tonalité, Traces ».
En Belgique, le terme mnémotechnique FORMATOSE est utilisé. La déclinaison de ce mot correspond à « Forme, Ombre, Reflet, Mouvement, Arrière plan, Tonalité-ton, Odeur, Son, Électro-magnétisme ».
Il convient en effet de casser la forme pour la rendre moins discernable, de ne pas oublier que le soleil tourne et qu'un abri camouflé le matin peut se retrouver exposé l'après-midi, de prendre garde aux objets métalliques, aux verres de montres et autres optiques et de se déplacer lentement. Il faut également veiller à toujours coller à son environnement s'il y a déplacement (d'une zone boisée vers des champs par exemple), communiquer par signes et enfin effacer toute trace de son passage (empreintes, déchets, etc.).
Concernant les odeurs, les dentifrices ainsi que les savons parfumés ou odorants sont à proscrire, notamment en forêt ou dans la jungle.

## Camouflage thermo-optique
La lumière réfléchie par un corps ne se limite pas au visible. Les camouflages sont composés de motifs appliqués principalement sur les textiles, qui dissimulent la présence mais ne la masquent pas. Le camouflage thermo-optique permettra de masquer complètement le corps de la vision de l'ennemi.

### Camouflage optique
Des laboratoires de l'armée américaine développent des camouflages rendant le porteur invisible. Ceux-ci permettent la réflexion de la lumière d'un côté du corps à l'autre. Ainsi, un homme situé devant un mur noir sera aperçu avec une teinte noire. Des capteurs (placés sur le dos) font ressortir la même teinte (sur le ventre). Ce type de camouflage est en phase de développement. Il est aussi développé pour les blindés et autres véhicules lourds. Son efficacité ne lui permet pas encore d'être très fiable.
Le camouflage optique est un genre de camouflage actif. Si on projette une image sur un objet masqué, celui-ci donnera l'illusion d'être transparent. Pour obtenir ce camouflage optique, les chercheurs font appel à un procédé baptisé « X'tal vision ».

### Camouflage textural
Le caméléon et les céphalopodes (pieuvre notamment) sont une source majeure d’inspiration pour la biomimétique : non seulement ils sont dotés d’une excellente vue et ils peuvent changer de couleur pour se fondre dans leur environnement ou exprimer des « sentiments », mais ils peuvent aussi (en quelques millisecondes) modifier la texture de leur peau et imiter la granularité de leur environnement. La robotique molle pourrait bientôt intégrer de telles capacités comme le montrent Pikul et al. en oct 2017 dans la revue Science : ils ont obtenu des textures au relief modifiable sur une « peau synthétique » à base de silicone. Les possibilités de transformation bi- ou tri-dimensionnelles programmables de surfaces élastiques et colorées sont encore rudimentaires, mais, par exemple associées à un réseau de neurones artificiels, elles laissent entrevoir un nouveau champ du possible. Dans le cas présent des membranes élastomères sont enrobées de mailles textiles inextensibles et peuvent être plus ou moins « gonflées » pour prendre des formes pré-programmées,.

### Camouflage aux infrarouges
Durant la Seconde Guerre mondiale, les armées ont déjà été confrontées au problème du camouflage dans le spectre électromagnétique hors de la vision humaine (infrarouge et ultraviolet).
La photographie infrarouge fut développée par Kodak en 1937. Les nazis y trouvèrent tout de suite une application militaire, pour la détection nocturne des troupes adverses. Le vert naturel de la flore réfléchit cette partie du spectre tandis que le corps humain, qui l'absorbe, apparaît plus sombre. C'est ainsi que l'industriel I.G. Farben développe un agent chimique à haut pouvoir réfléchissant, appelé Hydron Olive GX. Il contient du sulfure et est incorporé dans les parties vertes des camouflages nazis.
De leur côté les Américains ne maîtrisèrent pas pleinement les techniques de vision infrarouge. C'est seulement en 1965, durant la guerre du Vietnam, que l'armée US ajouta des colorants réfléchissants aux tenues militaires.
En 1981, le camouflage M81 Woodland a intégré pleinement des agents réfléchissants. Mais durant ce début des Années 1980, l'armée US se voit confier de nouvelles missions dans le golfe Persique. Elle s'aperçoit que le M81 Woodland devient un handicap pour les zones arides. La solution est simple : ne pas ajouter d'agent réfléchissant dans les camouflages arides et arctiques (tel que dans le Chocolate chips).
En France, la perception des premiers uniformes traités pour limiter la détection infrarouge par l’imbibition au noir de carbone a lieu lors de l'opération Daguet en 1990.
Depuis peu, la France a décidé de changer le camouflage de son armée que ce soit sur ces tenues ou sur ces véhicules. C'est le camouflage brun terre de France qui dissimulera entièrement les soldats et véhicules français d'ici 2021.

### Camouflage thermique

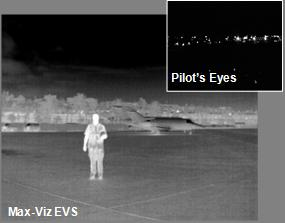
Image thermique mettant en évidence la visibilité d'un humain dans la nuit, en dehors du spectre visible à l'œil nu.

Le corps humain (dans une moindre mesure que les véhicules) dégage un rayonnement de chaleur, lié à sa température, visible par thermographie. L'objet chaud apparaît de façon claire, ce qui le détache du fond plus sombre.
Une méthode pour réduire cette signature thermique est de rendre le soldat plus proche de la température de l'environnement en augmentant la surface d'échange. L'utilisation d'un poncho permet la diffusion de la chaleur et casse la forme humaine. Des techniques plus efficaces sont aussi employées, telle que la tenue Ghillie suit qui, par son nombre de fibres, agit comme un radiateur. Une autre technique est de développer des textiles ou des peintures à faible émission, incorporant le plus souvent des particules métalliques.

## CamouflageDazzle(camouflage naval)
Durant les deux Guerres mondiales, les bateaux de guerre, pour se protéger des sous-marins comme les U-Boot, adoptèrent un camouflage qui permettait de brouiller la vision de leurs infrastructures.
Issu du travail graphique de l'artiste britannique Norman Wilkinson, le camouflage Dazzle se constituait de formes géométriques de couleurs grises ou noires ; parfois on redessinait les contours d'un autre navire sur la coque afin de mieux tromper l'observateur ennemi. Ainsi, par un périscope ou de loin à la jumelle, il était difficile de déterminer de quel type de vaisseau il s'agissait.

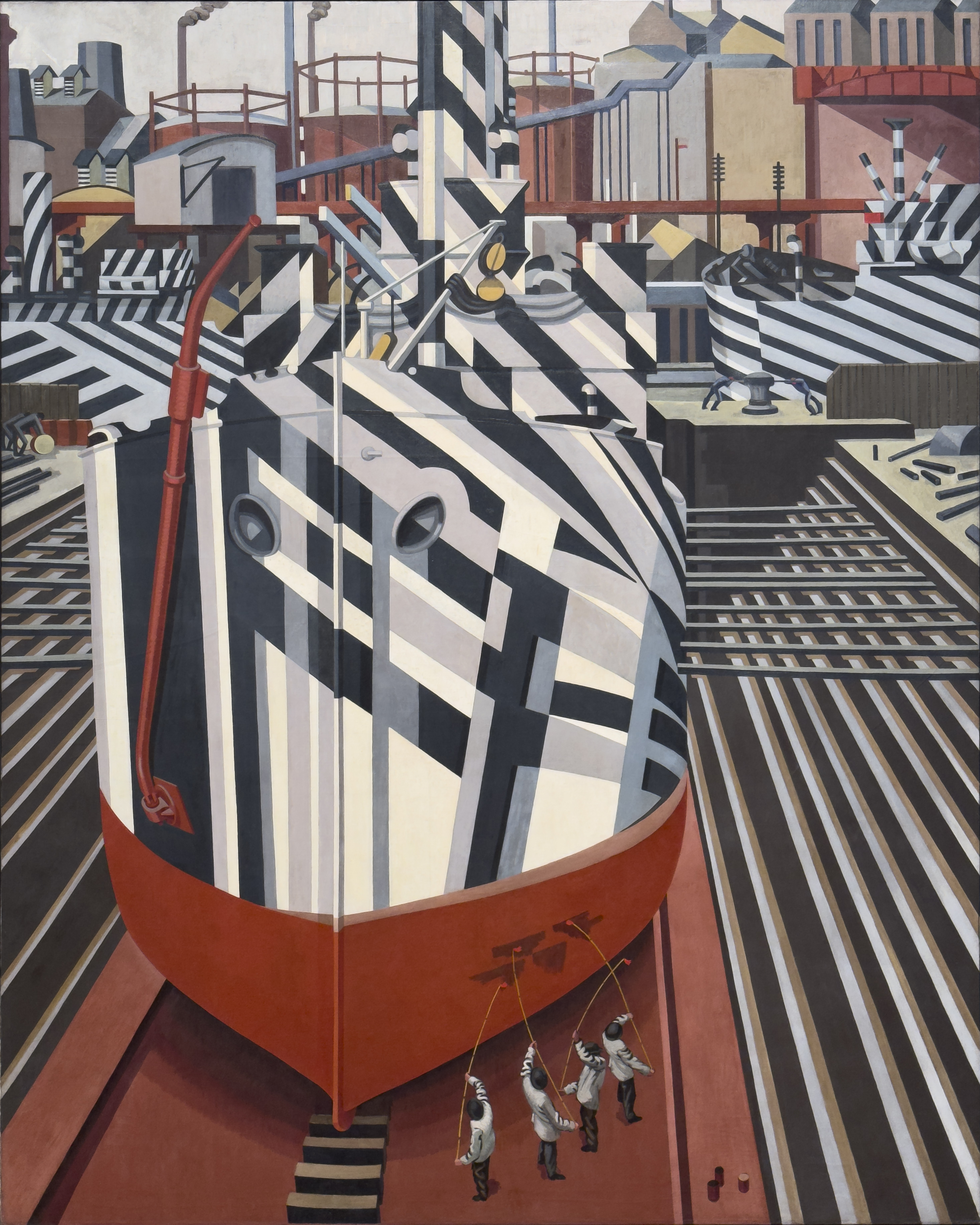
Camouflage en cale sèche à Liverpool. Peinture à l'huile d'Edward Wadsworth (1919). Cet artiste fut chargé du camouflage de 200 navires durant l'entre-deux-guerres.
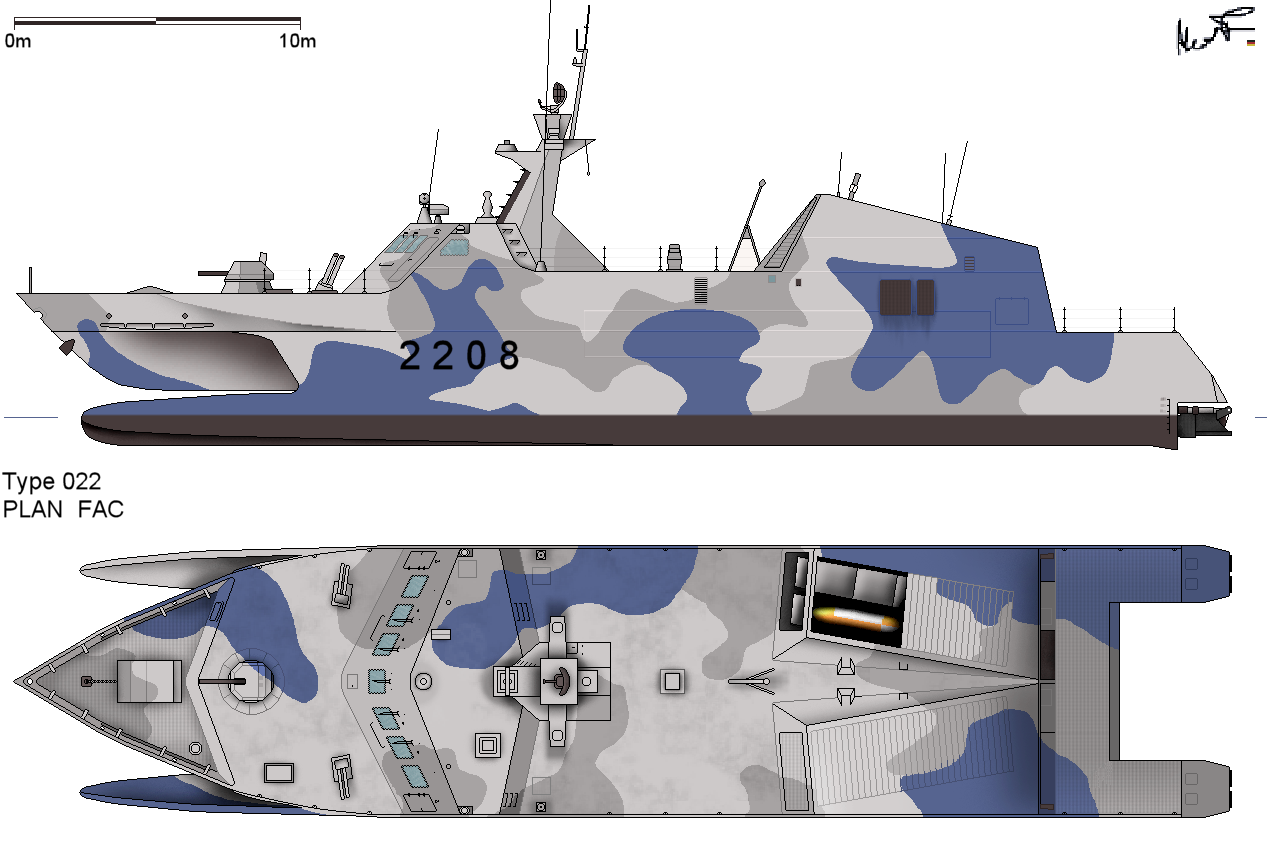
Patrouilleur chinois Type022 (désignation OTAN : classe Houbei) avec son camouflage de type « Dazzle ».

Au XXIe siècle, ce type de camouflage est toujours utilisé de manière sporadique.

## Exemples

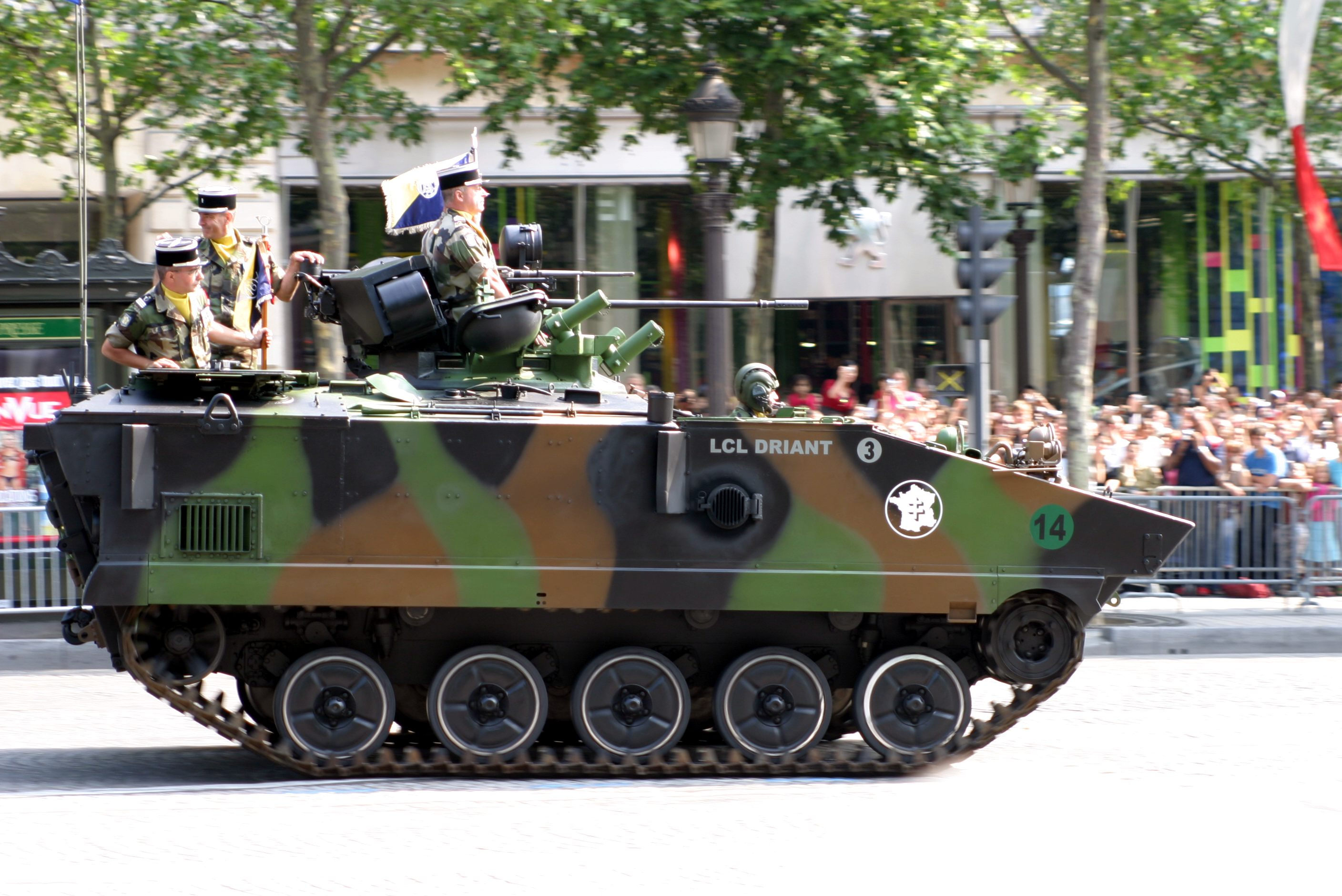
Véhicule de combat d'infanterie AMX-10 P français.
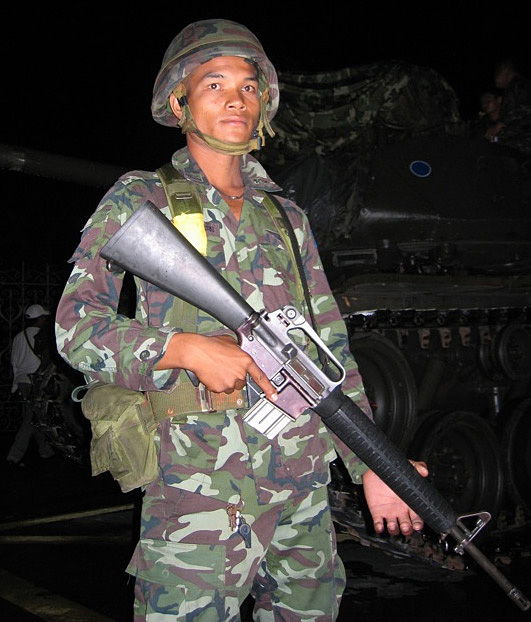
Militaire Thaïlandais.
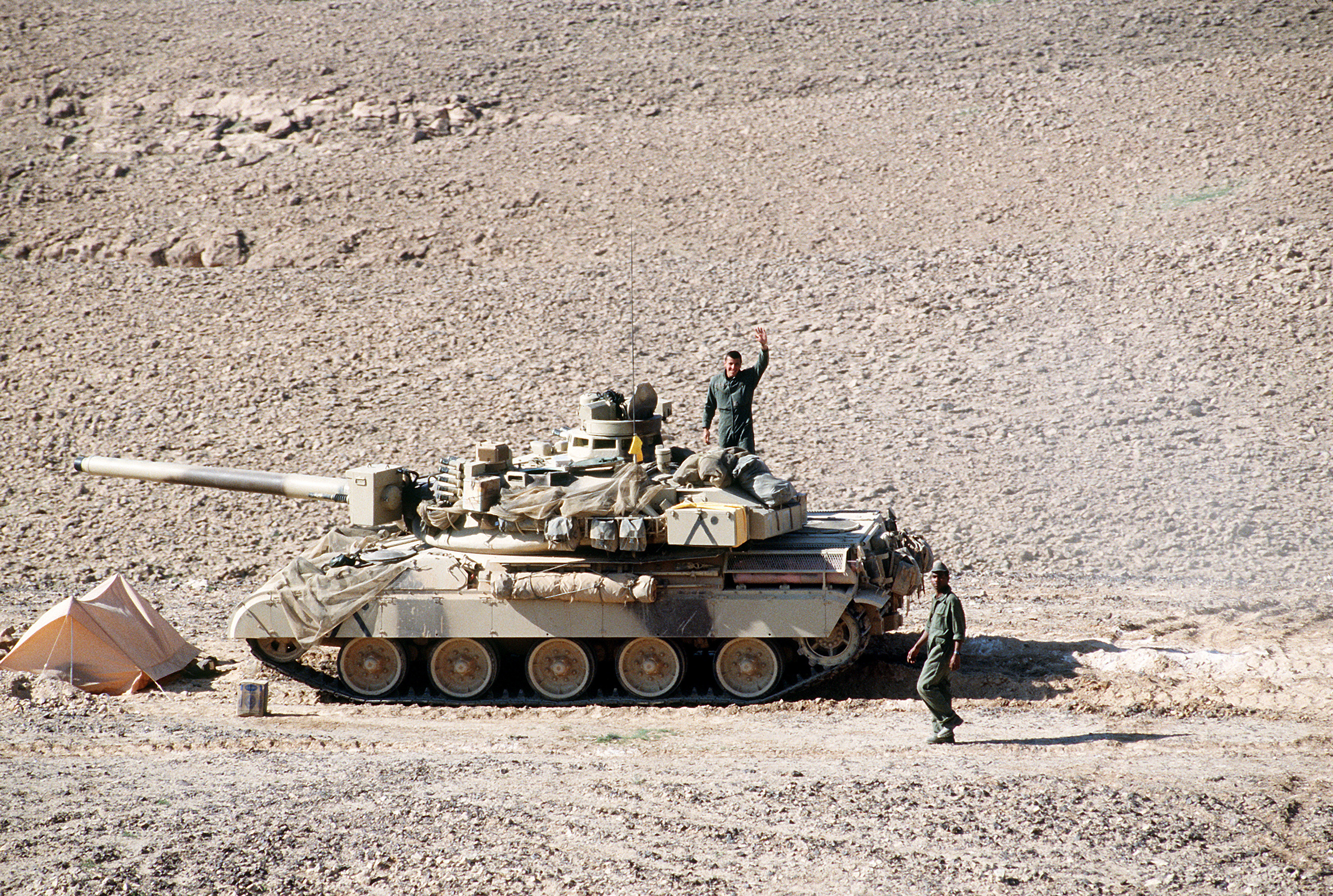
Char AMX 30 en camouflage « désert ».
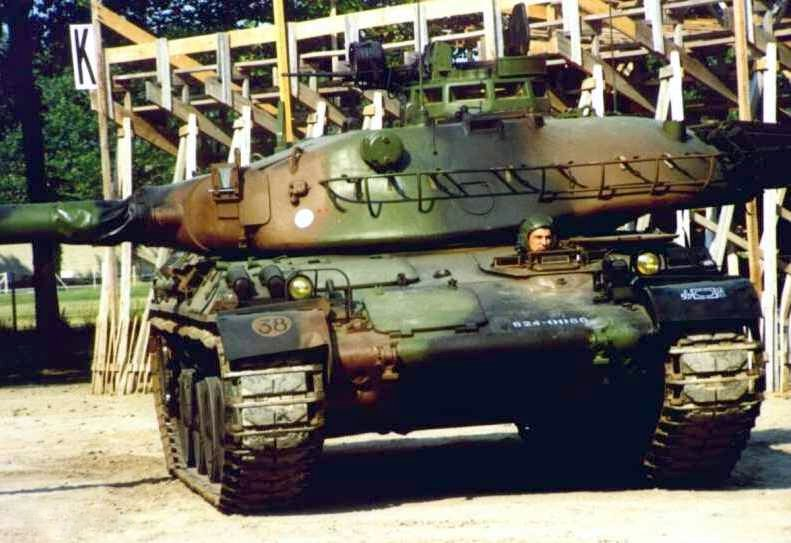
Char AMX 30 en camouflage « forêt »
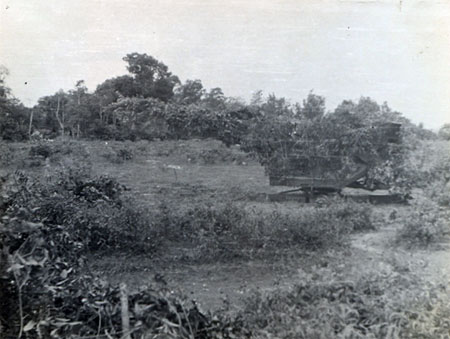
Camouflage d'un missile sol-air S-75 Dvina (Code OTAN : SA-2 Guideline) au Nord-Vietnam en 1968.
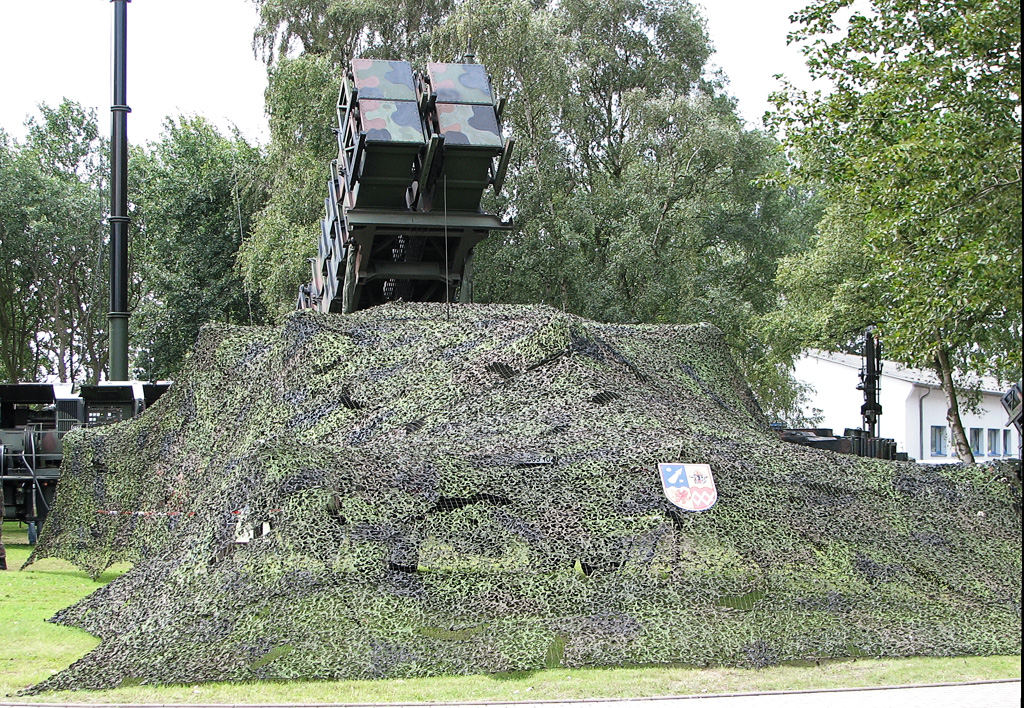
Toile de camouflage « forêt » sur un lanceur de missiles sol-air MIM-104 Patriot.
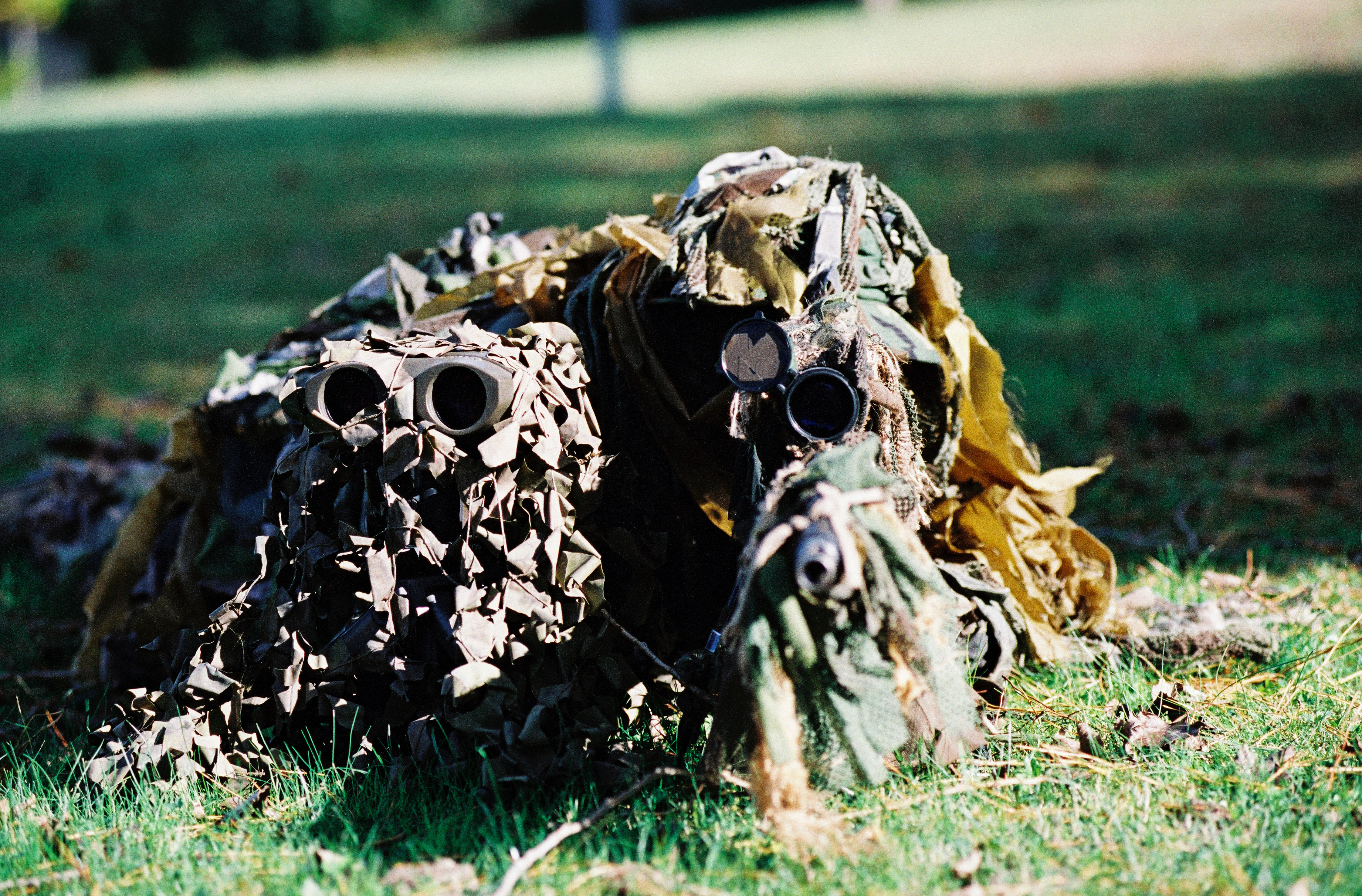
Tireur d'élite du Commando Jaubert.
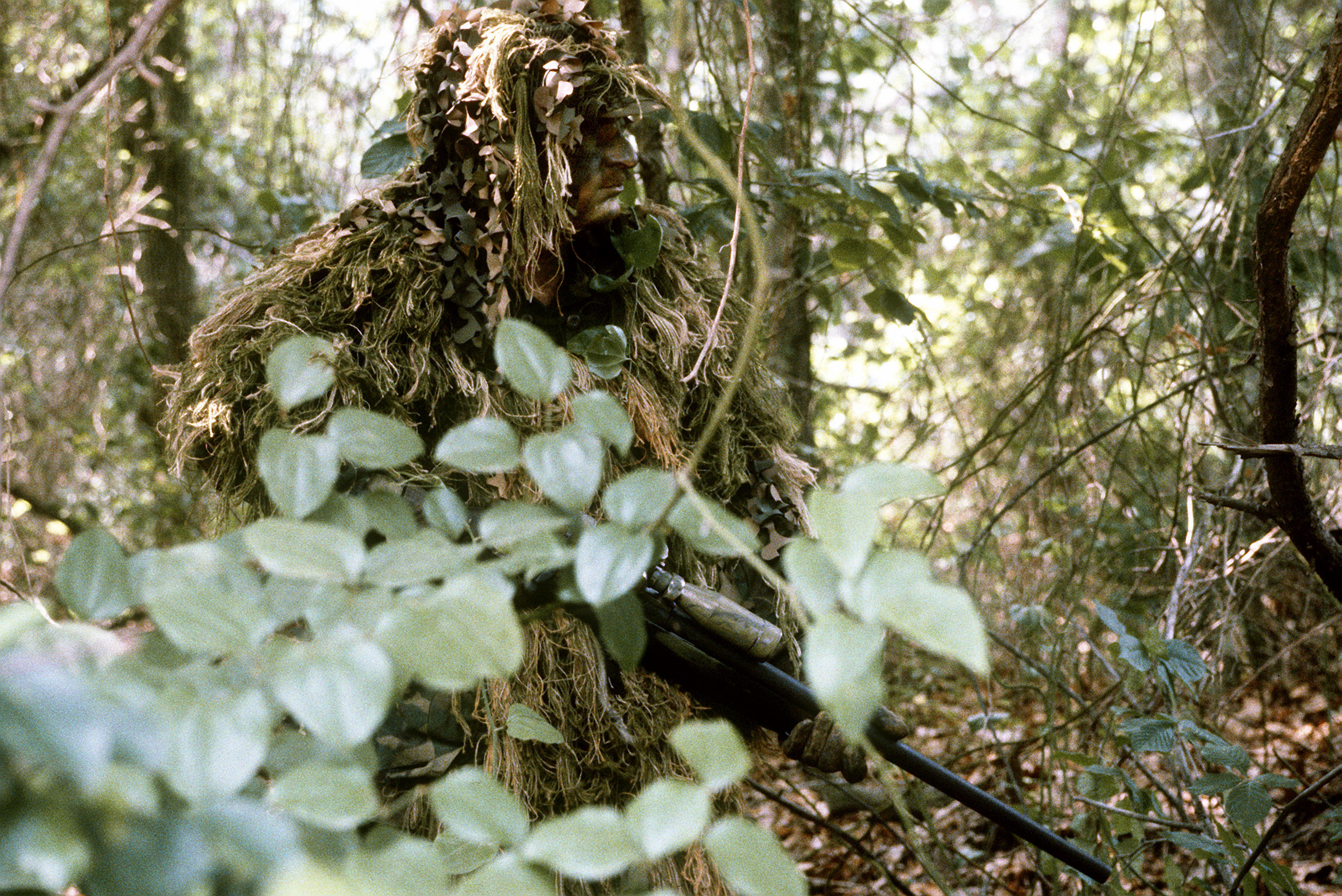
Équipe de franc-tireurs du corps des Marines des États-Unis en tenue de camouflage.
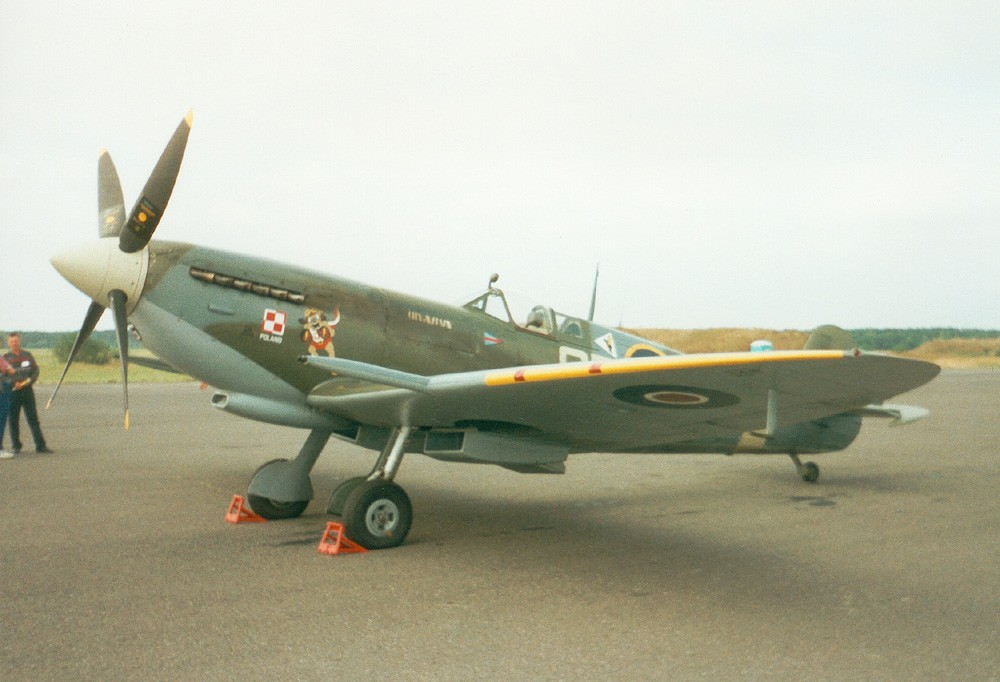
Avion Spitfire peint en vert sur le dessus comme les champs, et en bleu sur le dessous comme le ciel.
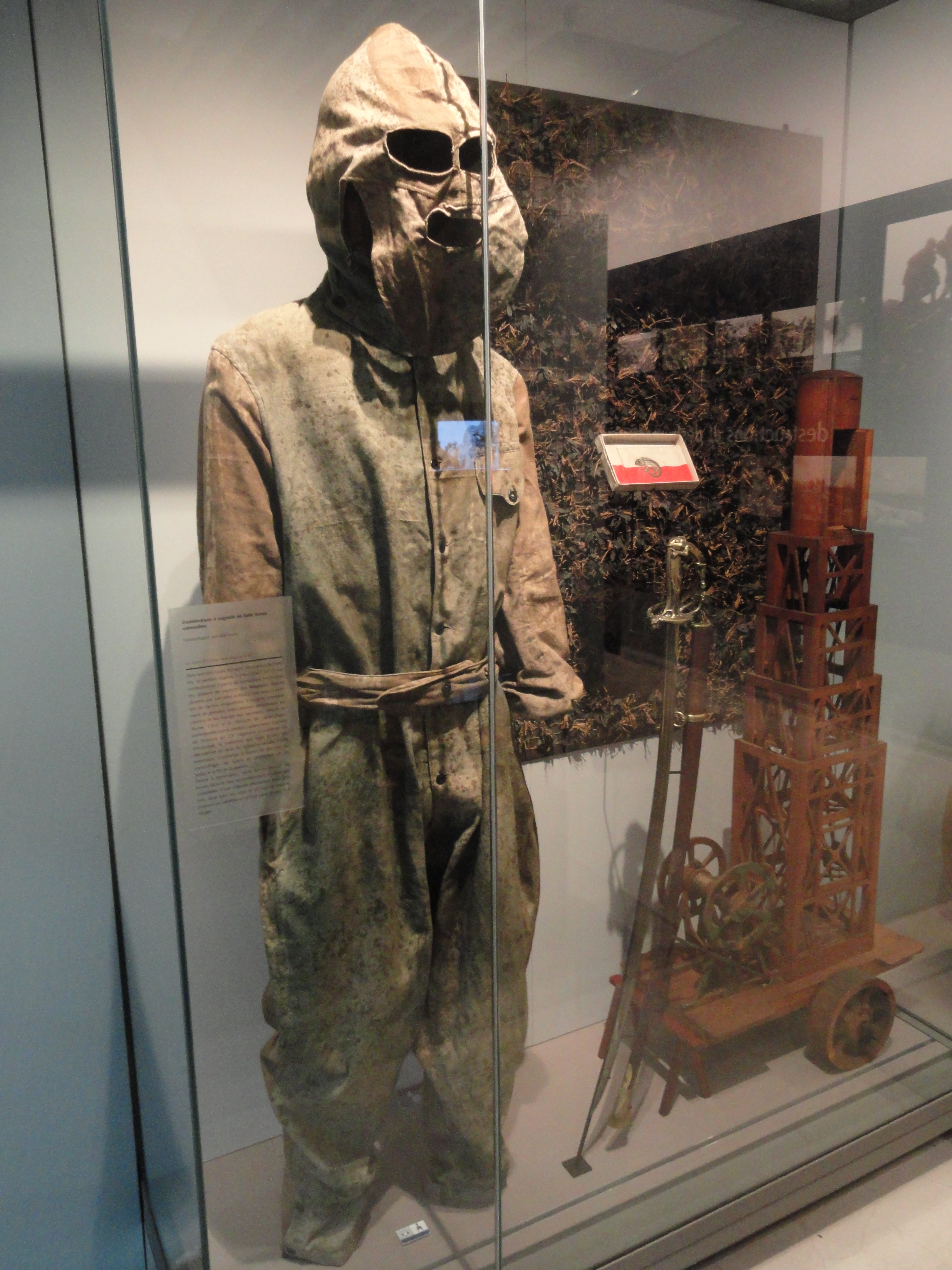
Tenue camouflée artisanale de la Première Guerre mondiale